# Yulen
Yulen (tiếng Bulgaria: Юлен) là một khu bảo tồn thiên nhiên nằm trong Vườn quốc gia Pirin, trong khu vực dãy núi cùng tên ở phía tây nam Bulgaria. Về mặt hành chính, nó nằm ở Bansko, thuộc tỉnh Blagoevgrad. Trải dài trên một khu vực có diện tích 3156 ha (31,56 km²), Yulen được tuyên bố là một khu bảo tồn vào ngày 26 tháng 8 năm 1994 để theo dõi sự phát triển của các loài thực vật núi cao mà không bị xáo trộn bởi con người, cũng như để bảo vệ các loài thực vật và động vật quý hiếm.

## Địa lý
Yulen nằm ở độ cao dao động từ 1.600-2.851 mét so với mực nước biển. Địa chất chủ yếu ở đây là đá granit và đá gơnai, nhưng cũng có cả đá cacbonat. Khu bảo tồn rất giàu về tài nguyên nước và là nơi bảo vệ một số hồ băng, chẳng hạn như Các hồ Vasilashki, Tipitski, Gazeyski, Polezhanski và nhiều hồ khác là nguồn của nhiều con sông. Khu bảo tồn mang khí hậu núi cao vị trí của nó. Đất chủ yếu là đất nâu và đồng cỏ núi cao.

## Động thực vật
Hệ thực vật bao gồm hơn 700 loài thực vật có mạch, trong số đó có 44 loài nằm trong Sách Đỏ Bulgaria. Một số loài quan trọng như Mao lương (Trollius europaeus, Anemone narcissiflora), Dương xỉ (Isoetes lacustris- nơi duy nhất tại Bungaria có loài này), Rhynchocorys elephas, Carex rupestris, Aquilegia aurea, Thạch nam (Empetrum nigrum), Sibbaldia procumbens.
Những khu rừng già là nơi phát triển của loài Thông Macedonia (Pinus peuce), Thông Scotland (Pinus sylvestris), Vân sam Na Uy (Picea abies), Linh sam châu Âu (Abies alba) và Thông Bosnia (Pinus heldreichii).
Về động vật, những loài điển hình ở Yulen gồm gấu nâu, sói xám và Sơn dương Chamois. Nhiều loài chim có tầm quan trọng trong việc bảo tồn có thể kể đến Lymnocryptes minimus, Tetrao urogallus, Alectoris graeca, Sơn ca bờ biển, Đại bàng vàng, Ưng ngỗng. Các con sông và hồ băng là nơi có sống lượng phong phú của loài Cá hồi nâu.

## Di tích
Trên lãnh thổ của Khu bảo tồn Yulen có pháo đài từ thời cổ đại. Pháo đài này nằm cách thị trấn Bansko khoảng 12 km. Các cuộc khai quật và những khám phá khảo cổ cho thấy nền móng của nó có từ trước thời cai trị của Đế chế La Mã. Pháo đài có chiều dài gần 100 mét và rộng từ 25-40 mét. Các tàn tích duy nhất có thể nhìn thấy của pháo đài là một phần nhỏ của các bức tường phía bắc.